# Ferrari 400 Superamerica
La 400 Superamerica è una autovettura sportiva a due posti costruita dalla Ferrari dal 1960 al 1964. Fu prodotta in due serie, personalizzate in base alle richieste del cliente finale. Furono costruiti anche modelli unici, denominati Superfast II, III e IV. La grande maggioranza degli esemplari erano coupé, con un'unica vettura realizzata con guida a destra. Il primo esemplare fu costruito per conto di Gianni Agnelli.

## Il contesto

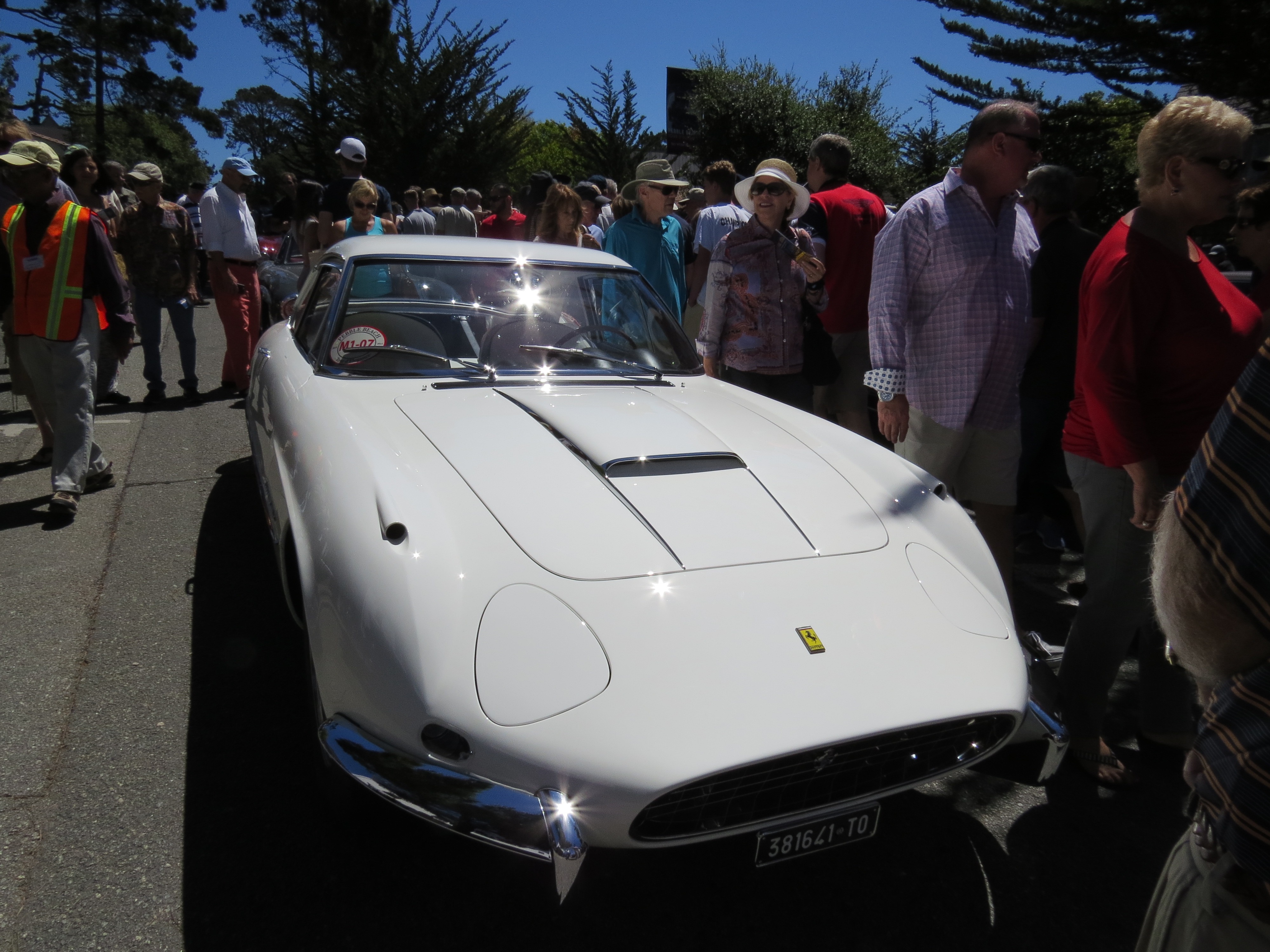
La Ferrari Superfast II

Fu la prima autovettura Ferrari il cui nome non prendeva origine dalla cilindrata unitaria, cioè il volume dei singoli cilindri, ma da quella totale, che era infatti di circa 4000 cm³. In principio il passo era di 2420 mm, in seguito aumentato a 2600 mm per garantire maggior spazio nell'abitacolo.

## Caratteristiche tecniche
L'accensione era formata da due bobine e un distributore, con due spinterogeni. L'alimentazione era costituita da tre carburatori a doppio corpo di marca Weber. La lubrificazione era a carter umido, con frizione monodisco.
Il motore era V12 a 60°, anteriore e longitudinale. Aveva superato la concezione di “blocco lungo” ideato inizialmente da Aurelio Lampredi (ed usato sulla 410 Superamerica), ed abbracciò il progetto di Gioachino Colombo, che prevedeva una distribuzione con singolo albero a camme in testa per bancata di cilindri, che avevano due valvole per ciascuno di essi. Il propulsore fu ingrandito, con la corsa portata a 71 mm e l'alesaggio a 77 mm. La cilindrata era di 3967,44 cm³, con un rapporto di compressione di 8,8:1. La potenza erogata era di 340 CV a 7000 giri al minuto.

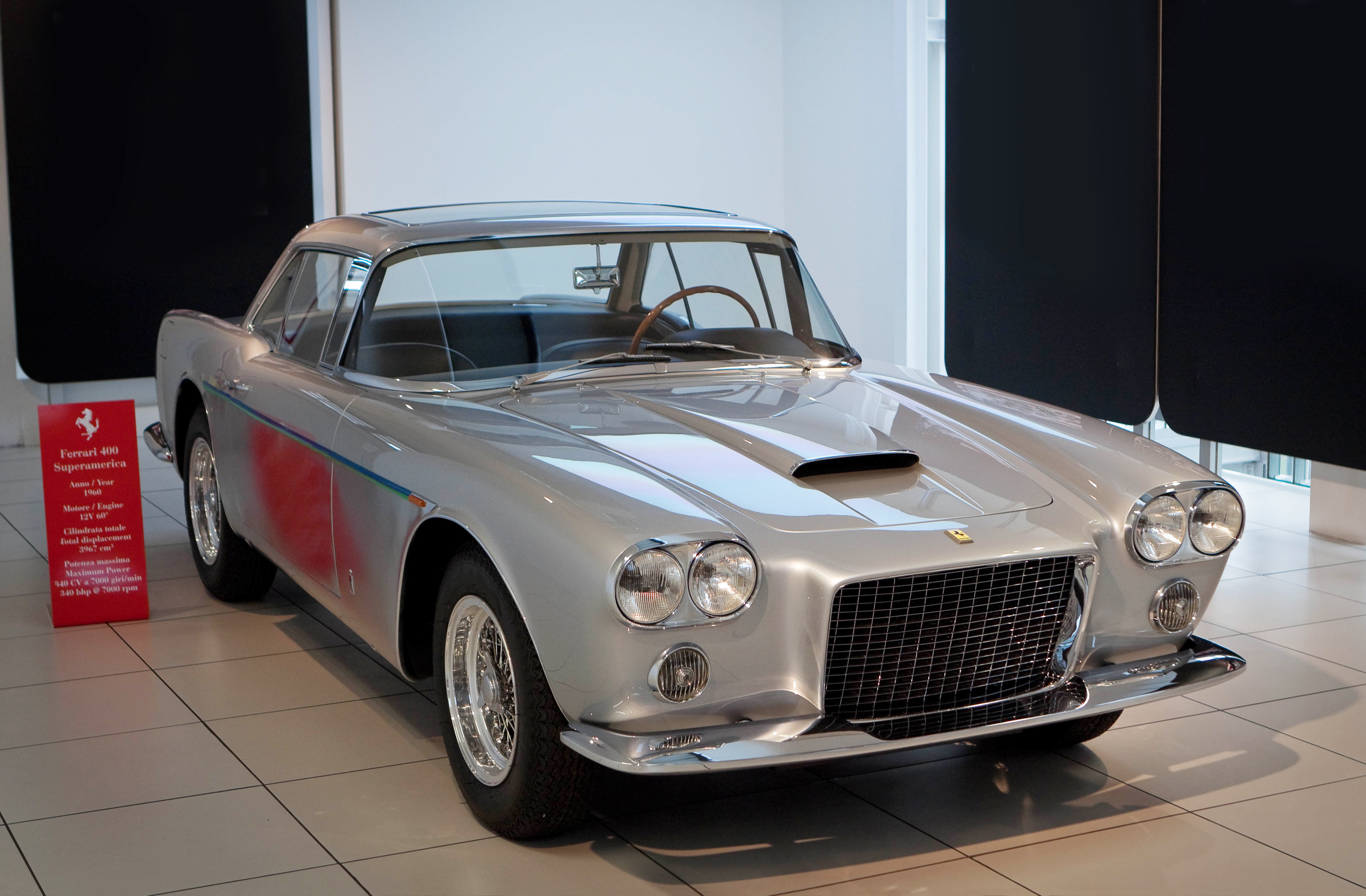
La Ferrari 400 Superamerica di Gianni Agnelli

Il telaio era tubolare in acciaio ed era formato da due longheroni a sezione ovoidale che superavano l'assale posteriore, irrobustiti da crociere e da una sezione anteriore piuttosto solida.
Le sospensioni anteriori erano indipendenti, a braccia oscillanti e molle elicoidali con ammortizzatori telescopici su ciascuna delle ruote e barra stabilizzatrice, mentre quelle posteriori erano di tipo rigido coadiuvate da balestre longitudinali semi ellittiche, doppi puntoni laterali e molle elicoidali coassiali con ammortizzatori idraulici su ogni ruota.
I freni erano a disco con comando idraulico sulle ruote, mentre il freno di stazionamento agiva con un cavo sul retrotreno. Il cambio era sincronizzato a quattro rapporti, con overdrive elettrico sul rapporto superiore. Lo sterzo era a vite senza fine e settore dentato.
La velocità massima raggiunta dal modello era di 265 km/h.

## La "400 Superamerica" nei media
- Nel film "Il tigre" di Dino Risi è l'auto personale del protagonista Vittorio Gassman.[2]